# Цанкона (Гросето)
Цанкона (итал. Zancona) је насеље у Италији у округу Гросето, региону Тоскана.
Према процени из 2011. у насељу је живело 80 становника. Насеље се налази на надморској висини од 765 м.